# Noval (Automobilhersteller)
Noval war ein französischer Hersteller von Automobilen.

## Unternehmensgeschichte
Das Unternehmen aus Reuilly begann 1982 mit der Produktion von Automobilen. Der Markenname lautete Noval. 1984 endete die Produktion.

## Fahrzeuge
Im Angebot standen Kleinstwagen. Die Basis bildete ein Stahlrohrrahmen. Darauf befand sich eine Karosserie aus Polyester. Die Fahrzeuge waren bei einem Radstand von 150 cm 225 cm lang, 129 cm breit und 140 cm hoch. Für den Antrieb standen zwei Ottomotoren mit 50 cm³ und 125 cm³ Hubraum, ein Dieselmotor mit 231 cm³ Hubraum sowie ein Elektromotor mit 2,4 kW Leistung zur Auswahl.